# Araneus bispinosus
Araneus bispinosus este o specie de păianjeni din genul Araneus, familia Araneidae. A fost descrisă pentru prima dată de Keyserling, 1885. Conform Catalogue of Life specia Araneus bispinosus nu are subspecii cunoscute.